# Communicator-Preis
Der Communicator-Preis ist ein Medienpreis für Wissenschaftler aus Deutschland, der seit dem Jahr 2000 von der Deutschen Forschungsgemeinschaft (DFG) und dem Stifterverband für die Deutsche Wissenschaft verliehen wird. Der Communicator-Preis ist einer von insgesamt fünf „Wissenschaftspreisen des Stifterverbandes“, die der Stifterverband den großen Wissenschaftsorganisationen finanziert.
Mit dem Preis werden Wissenschaftler ausgezeichnet, die sich um die Vermittlung ihrer Arbeit bzw. wissenschaftlicher Sachverhalte allgemein in der Öffentlichkeit verdient gemacht haben. Der Preis ist mit 50.000 Euro dotiert (Stand 2025).
Der Communicator-Preis wird ausschließlich für Arbeiten vergeben, die im deutschen Sprachraum erschienen sind, und nur auf Bewerbung bzw. Empfehlung hin. Von 2000 bis 2019 hat der Kölner Künstler Michael Bleyenberg zu den Communicator-Preisen Hologramme individuell gestaltet, die die Bedeutung der Transparenz in der Wissenschaft darstellten.
Über die Vergabe des Preises entscheidet eine Jury aus Kommunikationswissenschaftlern, Journalisten, PR-Fachleuten und Wissenschaftlern. Die Bewerbungs- und Vergaberichtlinien werden von der DFG festgelegt.
Seit der Ausschreibung 2020 haben die DFG und der Stifterverband für die Deutsche Wissenschaft die Anforderungen leicht verändert und zeichnen nun „Forscherinnen und Forscher aller Fachgebiete dafür aus, die ihre wissenschaftliche Arbeit und ihr Fachgebiet einem breiten Publikum auf besonders innovative, vielfältige und wirksame Weise zugänglich machen und sich so für den Dialog zwischen Wissenschaft und Gesellschaft engagieren“.

## Preisträger
- 2000 Albrecht Beutelspacher, Mathematiker an der Justus-Liebig-Universität Gießen
- 2001 Gerold Wefer, Geowissenschaftler und Meeresforscher an der Universität Bremen
- 2002 Wolfgang M. Heckl, Physiker und Nanowissenschaftler an der Ludwig-Maximilians-Universität München
- 2003 Wolf Singer, Direktor des Max-Planck-Instituts für Hirnforschung in Frankfurt am Main
- 2004 Hubert Wolf, Professor für Mittlere und Neuere Kirchengeschichte an der Westfälischen Wilhelms-Universität Münster
- 2005 Harald Lesch, Astronom und Astrophysiker an der Ludwig-Maximilians-Universität München
- 2006 Friedemann Schrenk, Paläobiologe an der Johann Wolfgang Goethe-Universität Frankfurt am Main und Leiter der Abteilung Paläoanthropologie am Senckenberg Forschungsinstitut.
- 2007 Arbeitsgruppe Glaziologie am Bremerhavener Alfred-Wegener-Institut um den Geophysiker Heinrich Miller. "Für die herausragende öffentliche Vermittlung ihrer Forschungsarbeiten zur Klimaentwicklung"
- 2008 Günter M. Ziegler, Mathematiker an der Technischen Universität Berlin. "Für die herausragende öffentliche Vermittlung seiner Forschungsarbeiten in der Diskreten Mathematik und für seine erfolgreichen Bemühungen um ein neues, frisches Bild der Mathematik in der Öffentlichkeit"
- 2009 Jutta Allmendinger, Sozialwissenschaftlerin, Präsidentin des Wissenschaftszentrums Berlin für Sozialforschung. "Für die herausragende öffentliche Vermittlung ihrer Forschungsarbeiten zu drängenden gesellschafts-, bildungs- und arbeitsmarktpolitischen Themen"
- 2010 Hanns Hatt, Zellphysiologe und Riechforscher an der Ruhr-Universität Bochum. "Für die langjährige, herausragende Vermittlung seiner Forschungsarbeiten zum Geruchssinn bei Mensch und Tier"
- 2011 Gerd Gigerenzer, Psychologe, Direktor des Center for Adaptive Behavior and Cognition (ABC) am Max-Planck-Institut für Bildungsforschung in Berlin. "Für seine Fähigkeiten ausgezeichnet, zentrale Themen wie die Kunst des Entscheidens und den Umgang mit Risiken und Unsicherheiten einer breiten Öffentlichkeit nahezubringen"
- 2012 Jürgen Tautz, Verhaltensforscher, Soziobiologe und Bienenforscher am Biozentrum der Julius-Maximilians-Universität Würzburg. "Für die langjährige, vielfältige und originelle Vermittlung seiner Forschungsarbeiten und der Bienenforschung in die Medien und die Öffentlichkeit"
- 2013 Metin Tolan, Experimentalphysiker an der Technischen Universität Dortmund. "Für seine vielfältige und besonders originelle Vermittlung physikalischer Fragen und Forschungsergebnisse in Öffentlichkeit und Medien"
- 2014 Onur Güntürkün, Biopsychologe an der Ruhr-Universität Bochum. "Für die vorbildliche Vermittlung seiner Forschungen zu den biologischen Grundlagen des Verhaltens von Tier und Mensch"
- 2015 Boris Zernikow, Kinder- und Palliativmediziner an der Universität Witten/Herdecke. "Für seine engagierte und vielfältige öffentliche Vermittlung der Themen Schmerz, Schmerztherapie und Palliativversorgung bei Kindern"
- 2016 Andreas Zick, Sozialpsychologe und Konfliktforscher an der Universität Bielefeld. "Für die vielfältige, langjährige und besonders engagierte mediale und öffentliche Vermittlung seiner Forschungsergebnisse zu Ursachen, Formen und Folgen innergesellschaftlicher Konflikte, Diskriminierung und Gewalt"
- 2017 Stefan Kröpelin, Geologe und Klimaforscher an der Universität zu Köln. "Für sein langjähriges Engagement in der Vermittlung seiner Forschung über die Sahara".
- 2018 Antje Boetius, Meeresforscherin am Alfred-Wegener-Institut, Helmholtz-Zentrum für Polar- und Meeresforschung. "Für ihr langjähriges Engagement in der Vermittlung ihrer eigenen Forschung über die Tiefsee und die Polarregionen sowie allgemeiner Fragen des Wissenschaftssystems und der Wissenschaftskommunikation".
- 2019 Katharina Anna Zweig, Informatikerin, Technische Universität Kaiserslautern für die engagierte und vielseitige Kommunikation zu den ethischen, politischen und gesellschaftlichen Implikationen von Algorithmen und deren Einsatz.
- 2020 Robert Arlinghaus, Integratives Fischereimanagement, Humboldt-Universität zu Berlin für sein „vielseitiges Engagement in der Wissenschaftskommunikation“
- 2020 einmaliger Sonderpreis Christian Drosten, Virologe, Charité Berlin für „außerordentliche Leistungen für Wissenschaft und Gesellschaft angesichts einer dramatischen Pandemieentwicklung“
- 2021 Jürgen Richter-Gebert, Mathematiker, TU München für seine vielseitige Kommunikation, mit der er abstrakte mathematische Inhalte sichtbar, hörbar und begreiflich machen und sein Publikum in die Lage versetzen will, selbst zu experimentieren und zu forschen.
- 2022 Public-Philosophy-Projekt denXte, ein sechsköpfiges Team aus Wissenschaftlern für einen partizipativen Ansatz, Bürger unterschiedlichsten Alters und verschiedener Bildungshintergründe für philosophische Zusammenhänge zu begeistern.
- 2023 Steffen Mau, Soziologe, für mutigen Kommunikationsansatz sowie beeindruckende Vielfalt an Formaten.
- 2024 Team „Cyber and the City“ aus Tübingen, Wissenschaftskommunikation zu Künstlicher Intelligenz. Als Preisträger benannt werden die Teammitglieder Ulrike von Luxburg, Thomas Thiemeyer und der Doktorand Tim Schaffarczik[3]
- 2025 Petra Anders, Deutschdidaktikerin an der Humboldt-Universität zu Berlin für ihre herausragende Wissenschaftskommunikation zur Förderung der Lese- und Sprachkompetenz in der Primarstufe.[4]